# Henry Travers
Travers John Heagerty (Berwick-upon-Tweed, 1874. március 5. – Hollywood, 1965. október 18.) Oscar-díjra jelölt angol színész. 
Legemlékezetesebb szerepét mint Clarence őrangyal az 1946-ban bemutatott Az élet csodaszép-ben nyújtotta.

## Fiatalkora
1874. március 5-én született Travers John Heagerty néven az angliai Berwick-upon-Tweedben. Édesapja, Daniel Heagerty egy ír orvos volt Corkból. Eleinte építészetet tanult mielőtt színpadi színész lett, és felvette a Henry Travers nevet.

## Karrierje
Angliában csak a színpadon játszott, majd 1933-ban emigrált az Egyesült Államokba, ahol filmekben kezdett el szerepelni. Utolsó produkcióját 1949-ben forgatta. Leghíresebb szerepe Clarence az őrangyal volt, aki megmentette a James Stewart által alakított karaktert az öngyilkosságtól Frank Capra karácsonyi klasszikusában, Az élet csodaszép-ben. Emellett 1943-ban Oscar-díjra is jelölték legjobb férfi mellékszereplő kategóriában a Mrs. Miniverben nyújtott alakításáért.

## Halála
1965. október 18-án hunyt el Hollywoodban, a glendale-i Forest Lawn Memorial Park Cemeteryben helyezték örök nyugalomra.

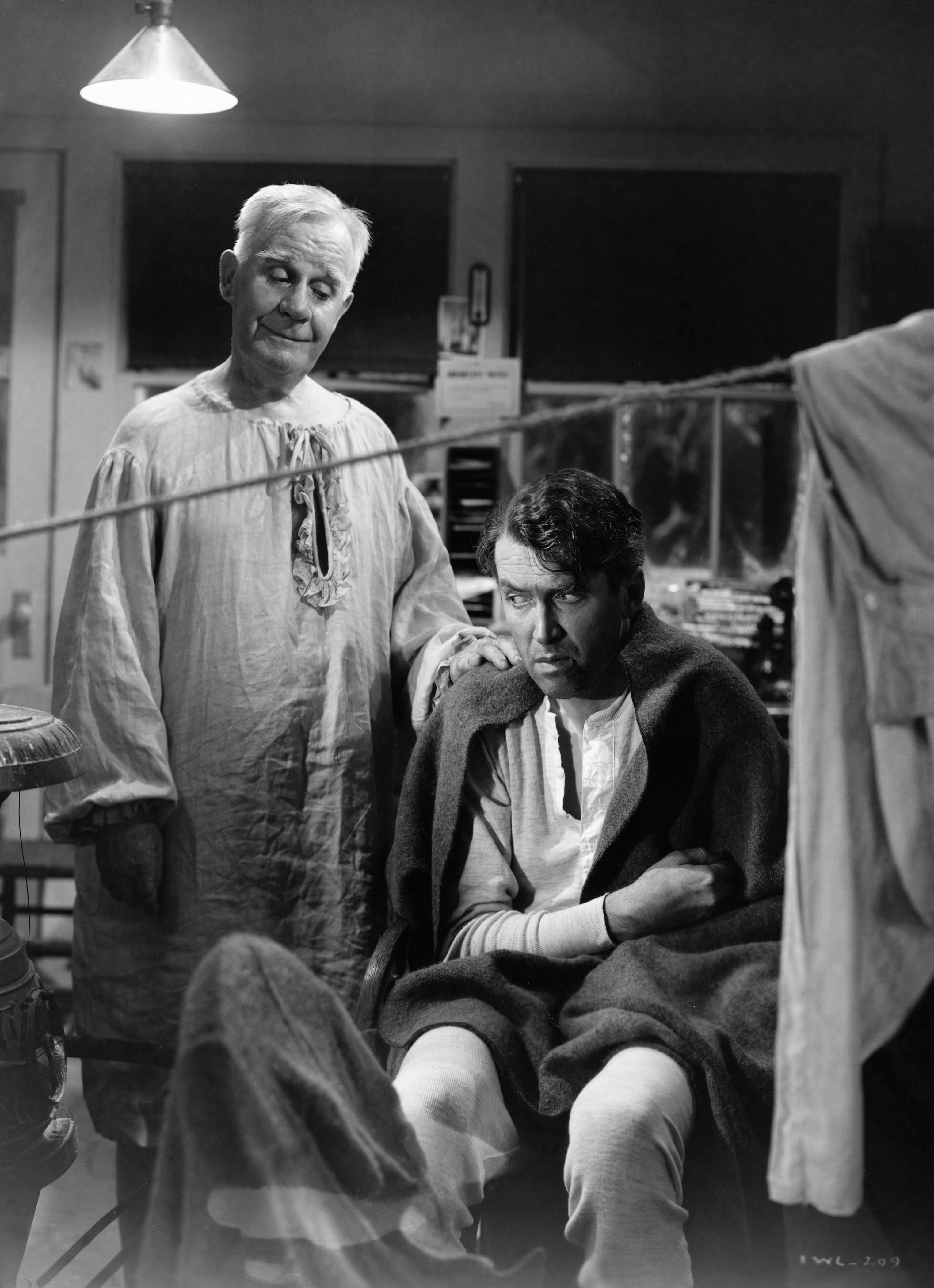
James Stewarttal Az élet csodaszép-ben

## Fontosabb filmjei
- 1933: A láthatatlan ember (The Invisible Man) - Dr. Cranley
- 1938: Leányvágyak (The Sisters) - Ned Elliott
- 1939: Dodge City - Dr. Irving
- 1939: Későn jött boldogság (Dark Victory) - Dr. Parsons
- 1941: Magas Sierra (High Sierra) - Pa
- 1941: Szőke szélvész (Ball of Fire) - Jerome professzor
- 1942: Mrs. Miniver - Mr. Ballard
- 1942: Megtalált évek (Random Harvest) - Dr. Sims
- 1943: A gyanú árnyékában (Shadow of a Doubt) - Joseph Newton
- 1943: Madame Curie - Eugene Curie
- 1945: Szent Mary harangjai (The Bells of St. Mary’s) - Horace P. Bogardus
- 1946: Az őzgida (The Yearling) - Mr. Boyles
- 1946: Az élet csodaszép (It’s a Wonderful Life) - Clarence Odbody

## Fordítás
Ez a szócikk részben vagy egészben  a   Henry_Travers című angol Wikipédia-szócikk fordításán alapul.  Az eredeti cikk szerkesztőit annak laptörténete sorolja fel. Ez a jelzés csupán a megfogalmazás eredetét és a szerzői jogokat jelzi, nem szolgál a cikkben szereplő információk forrásmegjelöléseként.